# 纳瓦塞佩迪利亚德科尔内哈
纳瓦塞佩迪利亚德科尔内哈，是西班牙卡斯蒂利亚-莱昂阿维拉省的一个市镇。 总面积30km2, 总人口137人（2001年），人口密度5人/km2。